# 70. nordlige breddekreds
Den 70. nordlige breddekreds (eller 70 grader nordlig bredde) er en breddekreds, der ligger 70 grader nord for ækvator. Den løber gennem Atlanterhavet, Europa, Asien og Nordamerika, og nogle af Ishavets bihave.